# Лесные Сиялы
Лесные Сиялы — деревня в составе Бабеевского сельского поселения Темниковского района Республики Мордовия.

## География
Находится на расстоянии примерно 9 километров на юг-юго-запад от районного центра города Темников.

## История
Известна с XVII века. В 1866 году она была учтена как казённая деревня Сияли Темниковского уезда из 16 дворов.

## Население
Постоянное население составляло 113 человек (мордва 96 %) в 2002 году, 57 в 2010 году.